# Référendum français sur le traité établissant une Constitution pour l'Europe
Pour les autres articles nationaux ou selon les autres juridictions, voir Référendums relatifs à l'Union européenne.
Le référendum français sur le traité établissant une Constitution pour l'Europe (aussi appelé traité de Rome II ou traité de Rome de 2004) a lieu le 29 mai 2005. La question posée aux électeurs est « Approuvez-vous le projet de loi qui autorise la ratification du traité établissant une constitution pour l'Europe ? ».
Il s'agit du troisième référendum sur un traité européen, après ceux de 1972 et de 1992, mais c'est le premier à être rejeté : en effet, le « non » recueille 54,68 % des suffrages exprimés, soit 2 641 238 voix de plus que le « oui ».
Ce résultat surprend les commentateurs politiques, les partisans du « oui » ayant bénéficié de 71 % des interventions dans les médias télévisés entre le 1er janvier et le 31 mars 2005, à l'opposé des opinions exprimées sur Internet, majoritairement favorables au « non ».
La réponse négative au référendum, jointe à celle des Pays-Bas, scelle le sort du traité. Mais un nouveau traité, le traité de Lisbonne, est créé pour remplacer ce traité constitutionnel. Il reprend la majorité des changements qui se trouvaient dans le traité constitutionnel, mais sous forme d'amendements. Son principe est arrêté le 23 juin 2007 lors du Conseil européen de Bruxelles et son texte approuvé par le Conseil européen de Lisbonne le 19 octobre 2007.

## Contexte
Le « traité établissant une constitution pour l'Europe » est adopté par les chefs d'État et de gouvernement des 25 pays membres de l'Union européenne le 19 juin 2004 au Conseil européen de Bruxelles et formellement signé à Rome le 29 octobre suivant. Son éventuelle entrée en vigueur est conditionnée à la ratification par la totalité des membres de l'Union. Chaque État procède à la ratification selon les modalités en vigueur dans sa propre constitution : soit par un référendum, soit par la voie parlementaire.
Sur les 25 pays, 10 choisissent de ratifier ce traité par le biais du référendum : le Danemark, l'Espagne (référendum consultatif suivi d'une ratification parlementaire), la France, l'Irlande, le Luxembourg, les Pays-Bas (référendum consultatif suivi d'une ratification parlementaire), la Pologne, le Portugal, la Tchéquie et le Royaume-Uni. Cependant, dans une majorité de ces pays (le Danemark, l'Irlande, la Pologne, le Portugal, la Tchéquie et le Royaume-Uni), le référendum prévu n'a finalement pas lieu.
En France, le président de la République, Jacques Chirac, après consultation des partis politiques, choisit le référendum et décrète qu'il aura lieu le 29 mai 2005. En effet, il lui semble nécessaire que les citoyens français s'expriment directement sur ce projet qui influencerait directement leur existence. L'ex-président Valéry Giscard d'Estaing voit dans le choix du référendum « une bonne idée » mais « à condition que la réponse soit oui ».

## État d'avancement du processus de ratification
Fin mai 2005, 8 des 25 pays membres ont ratifié le traité : l'Autriche, l'Espagne (par référendum), la Grèce, la Hongrie, l'Italie, la Lituanie, la Slovénie et la Slovaquie.
Le traité établissant une constitution pour l'Europe est rejeté par les référendums des 29 mai 2005 en France et 1er juin 2005 aux Pays-Bas.
Après ces référendums français et néerlandais, sept autres pays (la Belgique, Chypre, l'Estonie, la Finlande, la Lettonie, le Luxembourg (par référendum) et Malte) ratifient le traité. Étant donné que le dernier élargissement de l'UE à la Roumanie et à la Bulgarie avait supposé la ratification préalable du traité par ces deux pays, on compte, au 1er janvier 2007, 17 pays ayant ratifié le traité, sur les 27 États ayant à se prononcer.

## Organisation de la campagne officielle
Pour être habilités à participer à la campagne de ce référendum, les partis devaient compter au moins cinq députés ou cinq sénateurs, ou avoir obtenu au moins 5 % des voix aux élections européennes de juin 2004. Huit formations ont donc été retenues : le PS (avec le PRG), le PCF, les Verts, l'UMP, l'UDF, le MPF, le RPF et le FN.
Les formations habilitées ont pu obtenir de l'État le remboursement de leurs dépenses dans la limite de 800 000 euros. Chacun de ces partis a bénéficié d'au moins 10 minutes d'antenne, dans le cadre de la campagne officielle, sur les 140 minutes offertes par les sociétés nationales à la télévision comme à la radio. La durée restante (60 minutes) a été répartie entre les organisations pour moitié en fonction du nombre de leurs députés et sénateurs, pour moitié en fonction de leurs résultats aux élections européennes de 2004.
Quinze jours avant le référendum du 29 mai, les 42 millions d'électeurs français ont reçu dans leur boîte aux lettres un pli contenant l'intégralité du traité européen et leurs bulletins de vote, ainsi qu'une lettre de douze pages (exposé des motifs du projet de loi autorisant la ratification du traité).

### Principales interventions télévisuelles
- Référendum : en direct avec le Président le 14 avril 2005 opposant Jacques Chirac, président de la République en fonction, à un panel de 80 jeunes français, sans contradicteur politique favorable au « non ». L'émission était présentée par Patrick Poivre d'Arvor, Jean-Luc Delarue, Marc-Olivier Fogiel et Emmanuel Chain et diffusée sur TF1 ;
- Débat Face à la Une le 9 mai 2005, présenté par Patrick Poivre d'Arvor, opposant dans le camp pro-traité Nicolas Sarkozy, François Bayrou, François Hollande et Yann Wehrling, et dans le camp anti-traité Marie-George Buffet, Jean-Marie Le Pen, Philippe de Villiers et Olivier Besancenot ;
- Dans une allocution télévisée le 26 mai 2005 à 20 h, Jacques Chirac s'alarme et met en garde face au risque de rejet du traité. Plusieurs observateurs estiment alors que la victoire du « non » étant devenue probable, le président souhaitait dédramatiser un possible échec[8].

## Arguments avancés
La plupart des partis représentés au Parlement (UMP, PS, UDF, PRG, Les Verts) ont soutenu le traité. Le Parti socialiste et les Verts sont apparus divisés, certains de leurs dirigeants prônant le non (ainsi que quelques-uns de l'UMP, très minoritaires).
Les autres partis (FN, MPF, RPF, MRC, LCR, LO, PCF) l'ont rejeté.

### Arguments pour

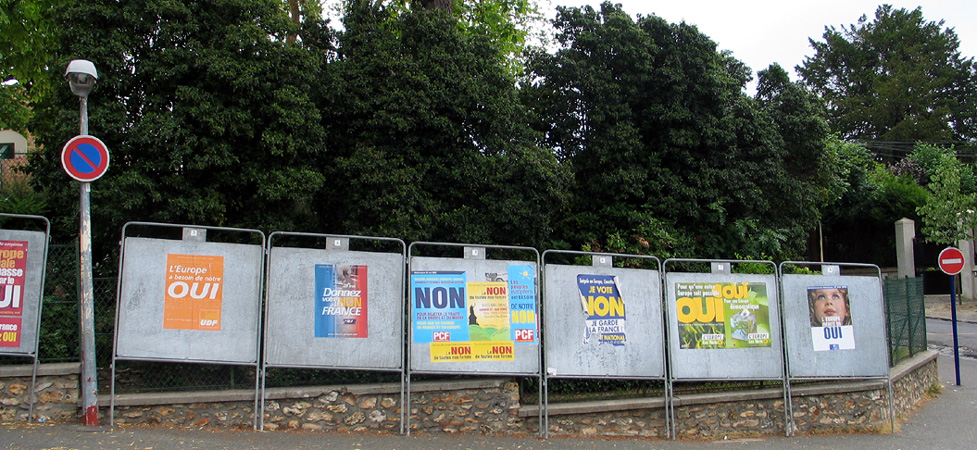
Campagne du référendum pour le traité constitutionnel, en mai 2005.

Les arguments avancés pour l’adoption du traité sont :
- la nécessité d'adapter les institutions européennes à l'élargissement de l'UE à 25, pour un fonctionnement beaucoup plus efficace que le traité de Nice (système de vote au Conseil très complexe, source à terme de paralysie ; Commission européenne pléthorique (à 25, dont 6 seulement pour les États les plus peuplés) ; quasi-impossibilité de coopérations renforcées tant les garde-fous sont nombreux, etc.) ;
- un président pour l’Europe et la fin de la présidence tournante (changement tous les six mois du pays présidant l'Union), et un ministre des Affaires étrangères de l’Union ;
- plus de démocratie par un meilleur équilibre des pouvoirs entre les diverses institutions, notamment par un renforcement significatif du Parlement européen : pouvoir de contrôle de la Commission, extension du domaine de la codécision (avec le Conseil des ministres) ;
- la possibilité collective de peser sur les décisions et orientations de l’Union grâce à l’« initiative citoyenne » : pétition d’un million de citoyens européens demandant un acte juridique pour mieux remplir un objectif de la constitution, mais n'ayant pas de caractère contraignant, afin d'éviter d'étudier des positions qui pourraient être dérangeantes ;
- l'intégration de la Charte des droits fondamentaux au niveau du droit européen, lui conférant ainsi valeur et portée constitutionnelles, alors que le traité de Nice la cantonnait à une simple déclaration d’intentions ;
- la perspective grâce aux articles 86, 87 et surtout 122, ainsi que l'arrêt Altmark et le rapport Int'Veld d'une loi cadre garantissant la fourniture et le financement des services publics par les autorités nationales. Voir Service public dans l'Union européenne ;
- l'absence d'un « plan B » et l'improbabilité que des négociations à 25 aboutissent à un traité très différent puisque le texte relevait d'un équilibre extrêmement fragile, après plus de 18 mois de négociations ;
- le caractère illusoire de l'espoir d'annuler un jour la référence au « marché libre » dans les traités de l'Union, omniprésent dans les traités et décisions depuis le traité de Rome de 1957 ;
- la possibilité de faire évoluer le texte, même à 25, 27 ou 30 : les autres traités ont été modifiés et complétés maintes fois depuis 50 ans, malgré l'exigence de l'unanimité, nécessaire jusqu'à présent à l'essentiel de la construction de l'Europe ;
- le caractère de compromis du traité, tenant compte des nombreuses parties, par opposition à ceux qui réclamaient une Europe « sociale », synonyme à leurs yeux d'anti-libérale ;

### Arguments contre

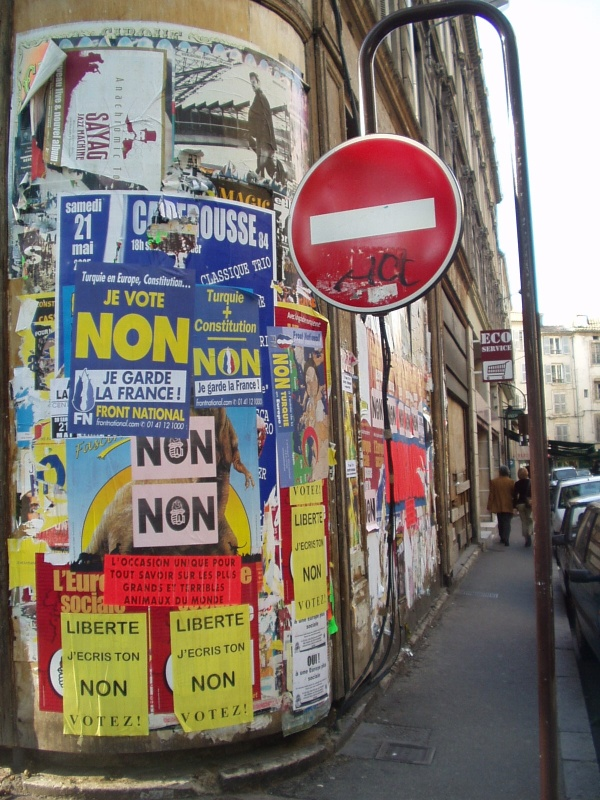
Affiches de campagne en faveur du « non » à Avignon.

Les arguments avancés contre l’adoption du traité sont notamment :
- la perte de la souveraineté nationale française au nom de la construction d'une Europe fédérale ;
- la difficulté de faire évoluer à l'avenir, un texte qualifié de « constitution » et soumis comme les autres traités à une condition d'unanimité pour sa révision ;
- l'inscription « dans le marbre » de choix politiques et économiques, en particulier du libéralisme économique. L'inscription d'orientations de politiques, notamment économiques, dans un traité constitutionnel a été critiquée. Le « marché libre » et la « concurrence libre et non faussée » réaffirmés dans ce texte prenaient une valeur politique, juridique et symbolique plus forte, figeant les politiques économiques et rendant impossible leur éventuel retrait des objectifs de l'Union.
- le fait que le texte reprenait les traités précédents qui n'avaient pas tous été soumis à référendum ;
- le doute que l'initiative citoyenne soit une avancée réelle, puisque n'ayant pas de rôle contraignant sur la Commission ;
- le rôle insuffisant, bien que renforcé, du Parlement européen, qui n'a pas obtenu l'initiative en matière de législation européenne ;
- la réforme de la composition de la Commission européenne, qui ne garantit plus à chaque État d'y être représenté, alors même que cette institution détient un quasi-monopole d'initiative en matière de législation européenne ;
- la Charte des droits fondamentaux, jugée comme pas assez contraignante (avortement par exemple), ou au contraire trop (« liberté de manifester sa religion » par exemple)[pas clair] . Certains ont également mis en doute la force juridique contraignante de la Charte ;
- l'espoir que le rejet de ce texte amènerait à une nouvelle négociation (dite plan B) ;
- le « statu quo » (institutions de Maastricht-Nice en particulier) vu comme un moindre mal, notamment parce qu'il met l'accent sur l'intergouvernementalité plutôt que la supra-nationalité ;
- l'immunité totale et sans restriction accordée à vie aux fonctionnaires européens.

La question des services publics a fait l'objet d'un débat terminologique (« services publics » ou « services d'intérêt général » ou « services d'intérêt économique général ») ainsi que d'interprétations radicalement opposées. Nombre des adversaires[Lesquels ?] du traité l'ont dénoncé comme un danger pour les services publics français qui selon eux auraient été déréglementés, citant fréquemment le début de l'article 166, reprenant l'article 86 CE. À l'inverse, une partie de la gauche européenne[Laquelle ?] y voyait le résultat de sa bataille en faveur des différentes formes nationales de services publics, avec l'article 122 qui permettait au Parlement européen et au Conseil de légiférer, renforçant la position des opérateurs de services publics (locaux, régionaux, nationaux) face à la cour de justice et la commission européenne par une obligation de garantir les (« conditions, notamment économiques et financières, qui leur permettent d'accomplir leurs missions ») et par le rappel au principe de subsidiarité (« sans préjudice de la compétence qu'ont les États membres, dans le respect de la constitution, de fournir, de faire exécuter et de financer ces services »). Pour plus de détails, voir Service public dans l'Union européenne.
En dehors de ces thèmes, des sujets extérieurs au traité mis en avant par la Directive Services (dite directive Bolkestein) et le « plombier polonais » ont beaucoup fait parler d'eux, y compris hors de France. Du côté de la droite française, le MPF dénonçait la mention de la Turquie dans le texte qui selon lui avalisait définitivement son entrée future dans l'Union européenne, ce qu'il rejette.

## Positions vis-à-vis du référendum

### Union pour un mouvement populaire (UMP) (POUR)
L'Union pour un mouvement populaire (UMP) est très favorable au traité, car il est selon l'UMP plus simple que les traités actuellement en vigueur, plus démocratique (avec un renforcement du rôle du parlement Européen), et permet à l'Europe de peser davantage face à la Chine et aux États-Unis.
Le Conseil national de l'UMP réuni le 6 mars 2005, a adopté une motion :
- 90,8 % des membres du Conseil national de l'UMP ont dit oui à cette motion et donc à la Constitution.
- 6,5 % des membres du Conseil national de l'UMP ont dit non à cette motion et donc à la Constitution.
- 2,7 % se sont abstenus de voter.

Néanmoins, un courant interne à l'UMP regroupant 6 députés sur 365 a choisi de faire publiquement campagne pour un « Non gaulliste et républicain », selon leur expression. Ils sont menés par Nicolas Dupont-Aignan, député de l'Essonne et chef de file du club Debout la République.
Christine Boutin, souverainiste, appelle également à voter « non ». Son mouvement, le Forum des républicains sociaux, mouvement associé à l'UMP, a lors de sa Convention nationale le 13 mars 2005, décidé de rejeter le traité à 75,88 % des voix.

### Parti socialiste (PS) (POUR)
Le Parti socialiste a organisé le 1er décembre 2004 un référendum interne sur la Constitution Européenne. Les militants ont voté massivement lors de cette consultation (plus de 83 % de participation) et le oui est sorti largement vainqueur (plus de 59 % des voix).
Se sont exprimés pour le OUI :
- le premier secrétaire du Parti socialiste François Hollande (député)
- l'ancien ministre de l'Industrie et du Commerce extérieur Dominique Strauss-Kahn
- la présidente du Conseil régional de Poitou-Charentes Ségolène Royal
- l'ancien Premier ministre Lionel Jospin (ancien Premier Ministre)
- l'ancien Premier ministre Michel Rocard (ancien Premier Ministre, député européen)
- l'ancien Premier ministre Pierre Mauroy (ancien Premier Ministre, sénateur)
- l'ancien Président de la Commission européenne Jacques Delors
- le maire de Paris Bertrand Delanoë
- l'ancien Président du Conseil constitutionnel et ancien ministre de la Justice Robert Badinter
- l'ancienne ministre des Affaires sociales et maire de Lille Martine Aubry
- l'ancienne ministre de la Justice et ancienne ministre des Affaires sociales Élisabeth Guigou
- le maire de Lyon Gérard Collomb
- le président du Conseil régional d'Île-de-France Jean-Paul Huchon
- le président du Conseil régional de Bretagne Jean-Yves Le Drian
- le président du groupe socialiste à l'Assemblée nationale et maire de Nantes Jean-Marc Ayrault
- l'ancien commissaire européen au Commerce Pascal Lamy
- l'ancien ministre des Affaires étrangères Hubert Védrine
- l'ancien ministre de la Défense Alain Richard
- l'ancien ministre des Affaires européennes et ancien Vice-Président du Parlement Européen Pierre Moscovici
- l'ancien ministre de la Culture et ancien ministre de l'Éducation Jack Lang
- l'ancienne ministre de la Culture Catherine Trautmann
- le maire de Mulhouse Jean-Marie Bockel
- l'ancien ministre de la Santé Bernard Kouchner
- l'ancienne ministre de la Justice Marylise Lebranchu
- le député européen Harlem Désir
- Alain Rodet
- François Cuillandre
- François Rebsamen
- André Labarrère
- Jean-Claude Boulard Membre fondateur d'Attac (aujourd'hui exclu d'Attac)
- Maxime Bono

Se sont exprimés pour le NON
- l'ancien Premier ministre Laurent Fabius, (député et ancien numéro deux du Parti socialiste).

Deux courants ont également défendu le non : Nouveau Monde et Nouveau Parti Socialiste.
- le député des Landes Henri Emmanuelli
- le député de Saône-et-Loire Arnaud Montebourg
- le sénateur de l'Essonne Jean-Luc Mélenchon
- le député de l'Essonne Manuel Valls.

Finalement Manuel Valls appela publiquement à voter oui lors du référendum, alors que Henri Emmanuelli et Jean-Luc Mélenchon ont décidé de faire publiquement campagne contre la constitution européenne. Arnaud Montebourg quant à lui ne prit pas part à la campagne.
D'autres continuèrent également à faire campagne pour le non, mais précisèrent-ils, à titre personnel, et non du parti :
- le membre du bureau national Gérard Filoche
- le député du Nord Marc Dolez
- la députée européenne Françoise Castex
- Jacques Généreux
- Henri Weber
- Pierre Larrouturou

### Front national (FN) (CONTRE)
Le Front national s'oppose au traité notamment parce qu'il rejette le fédéralisme européen qui selon lui l'inspire et par opposition à l'entrée de la Turquie en Europe, qui selon lui est liée au traité constitutionnel. Cette formation considère l'éventuelle entrée en vigueur de ce traité comme l'« acte fondateur d'un super-État européen », censé, selon son optique, ravaler les actuels États-nations au rang de simples « Länder » et priver les divers peuples de leur souveraineté respective pour la déléguer à une entité supranationale vue par ce parti comme étant « sans âme » car multiculturelle (cf. notamment intervention de Jean-Marie Le Pen au Parlement européen le 12 janvier 2005).
Le FN reproche aussi à cette conception de l'Europe ce qu'il considère comme de l'ultra-libéralisme qui, selon son analyse, mettra en péril les économies européennes laissées sans protection face au mondialisme (exemple du textile) et aboutira à une nouvelle aggravation de la situation de l'emploi.

### Union pour la démocratie française (UDF) (POUR)
L'Union pour la démocratie française (UDF) confirme sa position de partisan de l'intégration européenne. Elle considère par ailleurs que le traité est bien meilleur sur divers plans que le Traité de Nice et s'y déclare très favorable.

### Parti communiste français (PCF) (CONTRE)
Le Parti communiste français s'oppose au traité, qui lui paraît de type fédéral et dont l'orientation, notamment sur les point suivants, est selon lui trop libérale :
- la libéralisation totale des mouvements de capitaux,
- l'ouverture obligatoire de tous les services publics et toutes les entreprises publiques à la concurrence,
- des critères de convergence qui viseraient à réduire les dépenses sociales et publiques.

Le traité a été publié par L'Humanité « dans une version commentée »(Archive.org • Wikiwix • Archive.is • Google • Que faire ?).
Le PCF organise des meetings contre la constitution où sont invités des personnalités du monde associatif et des hommes politiques de gauche opposés à la constitution, notamment du PS, des Verts, de la LCR ou du MRC. Il a reçu le soutien d'ATTAC et de l'Union sociale démocratique

### Verts (POUR)
En France, le parti Les Verts a organisé un référendum interne auprès de l'ensemble de ses militants afin de déterminer la position officielle du parti. Ce référendum, précédé par une série de débats publics, s'est terminé le 13 février 2005. Le oui l'a emporté à 52,72 % contre 41,98 % pour le non et 5,30 % pour l'abstention.
L'ensemble des partis écologistes en Europe se sont prononcés pour le traité. Daniel Cohn-Bendit, député européen franco-allemand et leader du mouvement, a fait campagne pour le OUI.

### Ligue Communiste Révolutionnaire (LCR) (CONTRE)
Les divers partis d'extrême gauche se sont prononcés contre le traité qu'ils estiment "antidémocratique", "ultra-libéral", "militariste" et porteur de reflux social.
La LCR participe aux nombreux collectifs créés dans toute la France sur la base de l'Appel des 200 pour un non de gauche.

### Lutte ouvrière (LO) (CONTRE)
Lutte ouvrière condamnait le traité en dénonçant le fait qu'il institutionnaliserait le pouvoir qu'ont les États les plus riches d'Europe d'imposer leurs décisions aux pays les plus pauvres de l'union.

### Parti des travailleurs (CONTRE)
Le Parti des travailleurs mène également une campagne active pour le non, et a créé un Comité national pour le non à la Constitution européenne.

### Mouvement national républicain (MNR) (CONTRE)
Le Mouvement national républicain, dirigé par Bruno Mégret, rejette également le projet de traité, arguant notamment de l'absence de mesures pour limiter l'Union à l'Europe (en prévision de l'adhésion de la Turquie et d'hypothétiques adhésions ultérieures, comme celles d'Israël et du Maroc), d'un manque – selon lui criant – de dispositions pour promouvoir une « Europe européenne indépendante et puissante », ou de la nature « inchangée » des institutions européennes, considérées par cette formation comme s'apparentant à une « usine à gaz ».

### Mouvement pour la France (MPF) (CONTRE)
Le Mouvement pour la France, parti de Philippe de Villiers, est opposé à l'Europe fédérale. De ce fait, le MPF est opposé au traité constitutionnel européen.

### Rassemblement pour la France et l'indépendance de l'Europe (RPFIE) (CONTRE)
Le Rassemblement pour la France et l'indépendance de l'Europe, parti de Charles Pasqua, est opposé au traité constitutionnel européen pour les mêmes raisons que le MRC et le MPF.

### Chasse, pêche, nature et traditions (CPNT) (CONTRE)
Chasse, pêche, nature et traditions appelle à voter contre le traité.

### Parti radical de gauche (PRG) (POUR)
Le Parti radical de gauche, par la voix de son président Jean-Michel Baylet, sénateur de Tarn-et-Garonne, approuve sans réserves le traité. Cependant, Christiane Taubira, candidate du PRG à l'élection présidentielle de 2002, fait campagne pour le non.

### Mouvement républicain et citoyen (MRC) (CONTRE)
Le Mouvement républicain et citoyen, dirigé par le souverainiste Jean-Pierre Chevènement, est opposé au modèle actuel de la construction européenne. Pour le MRC, l'Europe doit se construire de manière raisonnée et démocratique, sans empiéter sur la souveraineté démocratique des États au profit, selon lui, de l'organisation hyper-centralisée actuelle et de ses technocrates bruxellois. Il est opposé farouchement au traité constitutionnel européen. Le Mouvement est également opposé à un développement de la démocratie européenne car cette dernière est non nationale. Le projet de traité constitutionnel renforçant les pouvoirs du Parlement européen face à la Commission et au Conseil, le mouvement s'oppose au traité.

### Mouvement écologiste indépendant (MEI) (NEUTRE)
Lors de son Conseil national du Mouvement écologiste indépendant, des 12 et 13 mars 2005, 46 % des conseillers du mouvement ont voté oui au traité, 40 % ont voté non. Étant donné l'absence d'écart significatif, le MEI ne donne aucune consigne de vote.

### Parti fédéraliste (POUR)
Le PF fait campagne pour le oui.
Tout en souhaitant une évolution ultérieure vers une Europe qui serait organisée sur un mode nettement fédéral, si besoin à plusieurs vitesses, il considère le traité comme un pas important pour démocratiser et faciliter le fonctionnement de l'UE.

### Régionalistes - Autonomistes (POUR)
Le Partit occitan (POc), membre de la fédération Régions et Peuples Solidaires (R&PS), fait campagne pour le oui

## Controverses sur le référendum

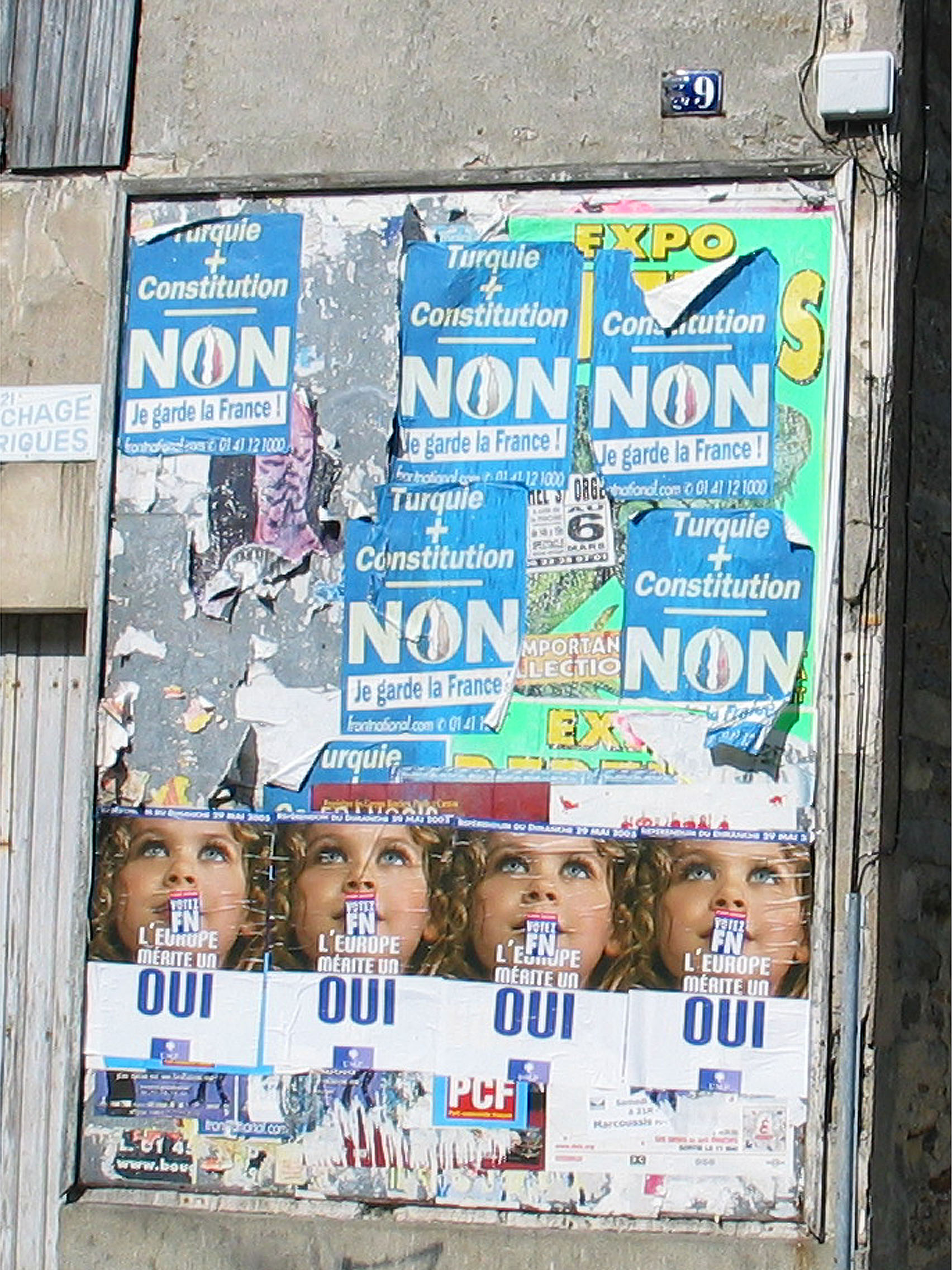
Des affiches lors du référendum, visant à la ratification du traité de Rome de 2004.

Une grande partie des partisans du « non » font une campagne de terrain, basée sur la lecture et l'analyse du texte avec des débats contradictoires dans l'ensemble de la France tandis que des partisans du « oui » considèrent que le traité n'y est, en fait, plus le véritable enjeu du référendum, de nombreux électeurs votant « non » en réaction à la politique du gouvernement ou sur des thèmes (comme la directive dite Bolkestein) qui n'étaient pas juridiquement liés au référendum.
Des partisans du « non » émettent diverses critiques sur le déroulement du référendum :
- certains à gauche[Qui ?] estiment que les conditions de participation à la campagne étaient arbitraires : ainsi, à gauche, seul le PCF pouvait participer à la campagne officielle, tandis qu'à droite, trois partis pouvaient faire campagne pour le « non » (FN, MPF, RPF). La LCR, le MRC, pourtant très actifs pour la campagne pour le « non » n'auront pas eu droit à la parole dans la campagne officielle et n'ont pu bénéficier d'aucun remboursement des frais occasionnés par cette consultation. Pour cette raison, le PCF lui a ouvert ses espaces officiels de campagne, comme le RPF aida médiatiquement les souverainistes de l'UMP. De même, à droite, le MNR fut-il exclu du financement public à cette occasion. Génération écologie, le MRC et Cap21 avaient alors demandé l’annulation au moins partielle du décret ouvrant l’accès à la campagne audiovisuelle aux seuls partis ayant obtenu au moins 5 députés ou 5 sénateurs ou 5 % des voix aux dernières élections européennes. Le Conseil constitutionnel a jugé que le décret contesté a « retenu des critères objectifs qui (…) ne portent pas atteinte à l’égalité entre les partis ou groupements politiques ».
- certains[Qui ?] estiment anormal l'envoi d'une lettre de 12 pages en même temps que le texte du traité constitutionnel, lettre qui, selon eux, ne présentait que les aspects positifs du traité constitutionnel. Mais, saisi, le Conseil constitutionnel a estimé que l’exposé des motifs, « conformément à la tradition républicaine, accompagne un projet de loi et présente les motifs pour lesquels son adoption est proposée » et « est inséparable de ce projet ».
- certains[Qui ?] considèrent qu'il existe un risque concernant la pérennité du résultat. En effet, si un vote positif contribuerait à la ratification du traité constitutionnel, un vote négatif pourrait être annulé par un second référendum ou par un vote du Congrès. Beaucoup de partisans du « non » (le PCF, la LCR, le MPF, mais aussi des cadres, minoritaires, du Parti socialiste) considèrent que c'est ce qui s'est passé lors de l'adoption du traité de Lisbonne en 2007, jugeant le Traité comme étant la « copie conforme » de la constitution européenne rejetée par référendum.
- certains[Qui ?] estiment que les médias ont manqué à leur devoir de neutralité en prenant majoritairement parti pour le « oui ». La chaîne de télévision TF1 a notamment organisé le 14 avril 2005 un débat nommé Référendum : en direct avec le Président opposant Jacques Chirac, président de la République en fonction, à un panel de 80 jeunes français, sans contradicteur politique favorable au « non ». Le traitement médiatique de la campagne a été jugé très déséquilibré en faveur de la ratification[9],[10]. Ce traitement a incité, dans certains secteurs de la gauche, au développement d'une critique radicale des médias, et a donné à des sites comme Acrimed ou à des journaux comme Pour lire pas lu une audience plus importante (ce dernier s'est transformé en « plan B » peu de temps après).

## Résultats
| Choix                     | Votes      | %     |
| ------------------------- | ---------- | ----- |
| Pour                      | 12 808 270 | 45,32 |
| Contre                    | 15 449 508 | 54,68 |
|                           |            |       |
| Votes valides             | 28 257 778 | 97,48 |
| Votes blancs et invalides | 730 522    | 2,52  |
| Total                     | 28 988 300 | 100   |
| Abstentions               | 12 800 902 | 30,64 |
| Inscrits/Participation    | 41 789 202 | 69,36 |

Approuvez-vous le projet de loi qui autorise la ratification du traité établissant une Constitution pour l'Europe ?
| Oui : 12 808 270 (45,33 %) |  |  | Non : 15 449 508 (54,67 %) |
| ▲                          |  |  |                            |
| Majorité absolue           |  |  |                            |

### Motivations
Selon un sondage Ipsos, le vote du « non » était surtout tourné contre ce que les opposants voient comme la dégradation des conditions de vie actuelles (une des raisons invoquées par 52 % du « non ») et le trop grand libéralisme contenu dans ce projet de constitution (une des raisons pour 40 %). Il était également motivé par l'espoir d'un meilleur traité (une des raisons pour 39 %).
Le vote du « oui » était ressenti comme un vote pour l'Europe. Les motifs étaient de construire une Europe capable de faire face à la Chine et aux États-Unis (une des raisons invoquées par 64 % du « oui »), et aussi pour la difficulté de gérer une Europe à 25 avec les traités actuels (une des raisons pour 44 %). Les votants du « oui » avaient aussi pour but d'empêcher un « non » qui risquerait de mettre un coup d'arrêt à la construction européenne (une des raisons pour 44 %) et d'affaiblir le poids de la France dans cette Europe (une des raisons pour 43 %).
Indépendamment de la Constitution européenne, la question de l'adhésion de la Turquie à l'Union européenne a orienté elle aussi les résultats du référendum, certains ayant vu dans le « non » à la constitution un moyen de dire « non » à cette adhésion (une raison invoquée par 35 % des sondés ayant voté « non »).

### Sociologie et opinions
Selon ce même sondage IPSOS, les classes les plus aisées et diplômées de la population ont le plus souvent accordé leurs suffrages au vote « oui », alors que le vote « non » est plutôt l'apanage des classes moyennes et populaires, globalement dotées d'un niveau d'études moindre. Par ailleurs, le résultat est essentiellement une victoire du « non » de gauche : les deux tiers du « non » correspondent à la gauche, et un tiers du « non » est de droite.
- En comparaison avec le sondage sur le référendum de Maastricht, le « non » progresse quelle que soit la catégorie sociologique (âge, sexe, profession…), hormis chez les retraités, et significativement chez les électeurs se sentant proches de la droite[16].
- La limite entre le « oui » et le « non » est confuse du côté de la gauche : Si le Parti communiste dans son ensemble a fait campagne pour le « non », le PS et les Verts ont été plus partagés. Les électorats de ces deux derniers partis ont majoritairement voté « non » (respectivement à 56 et 60 %) en opposition avec leurs directions. La campagne référendaire a séparé le PS en 2 camps : le « oui » soutenu par François Hollande, Ségolène Royal, Lionel Jospin, Dominique Strauss-Kahn, et le « non » porté notamment par Laurent Fabius, Jean-Luc Mélenchon et Henri Emmanuelli.
- La césure est beaucoup plus nette du côté de la droite où 80 % de l'électorat UMP a voté « oui », tandis que 75 % de celui du MPF et 93 % de celui du FN optait pour le « non »[15]. À l'UMP, seul Nicolas Dupont-Aignan avait appelé au vote « non ».
- 57 % des hommes ont voté « non », contre 53 % chez les femmes[15].
- Les 18-60 ans ont voté majoritairement « non », et les plus de 60 ans majoritairement « oui »[15].
- Le pourcentage de vote du « oui » est proportionnel au revenu net mensuel du foyer fiscal, ainsi qu'au niveau d'études[15].
- Les « professions libérales, cadres supérieurs » sont la seule catégorie socio-professionnelle à avoir majoritairement voté « oui » (à 65 %). Il faut également ajouter les étudiants (54 %) et les retraités (56 %), qui sont des catégories non-professionnelles[15].

### Résultats par département

Résultats par département et territoire d'outre-mer.
Non (+ de 60 %)
Non (entre 55 et 60 %)
Non (entre 50 et 55 %)
Oui (entre 50 et 55 %)
Oui (+ de 55 %)

### Résultats par commune

Résultats par commune en France métropolitaine.
Non
Oui

### Résultats selon les proximités syndicales
Selon un sondage CSA réalisé pour l'hebdomadaire Liaisons sociales, 74 % des sympathisants de la CGT ont voté non, comme 70 % à la FSU, 65 % à SUD, 64 % à Force ouvrière, 46 % à la CFDT, 37 % à la CFTC et 35 % à la CFE-CGC.

## Conséquences de la victoire du non
En cas de victoire du non en France ou dans un des 15 autres pays restants, il était prévu que le traité de Nice, signé en décembre 2000 et entré en vigueur le 1er février 2003, règle le fonctionnement de l'Union européenne après le 1er novembre 2006.
Cependant, la déclaration 30 de l'acte final précise : « La conférence note que, si à l'issue d'un délai de deux ans à compter de la signature du traité établissant une constitution pour l'Europe, les 4/5 des États membres ont ratifié ledit traité et qu'un ou plusieurs États membres ont des difficultés pour procéder à ladite ratification, le Conseil européen se saisira de la question. »
Juridiquement, si l'un des 25 pays ne ratifie pas le traité, celui-ci ne peut pas entrer en vigueur. Les gouvernements européens ont alors le choix entre rester au traité de Nice, renégocier un nouveau traité constitutionnel ou une voie médiane, celle de l'adoption à l'unanimité de certaines mesures du traité constitutionnel, comme la présidence du Conseil européen ou le ministre des affaires étrangères commun, qui nécessiteraient également un processus de ratification.
Deux jours après le référendum français, le 1er juin 2005, les électeurs des Pays-Bas refusaient eux aussi par référendum cette constitution.
À la suite de la victoire du non, le Premier ministre Dominique de Villepin a changé le Secrétariat général à la coopération internationale en Secrétariat général des affaires européennes (SGAE), et a instauré un comité interministériel sur l'Europe (décret du 17 octobre 2005).

### Reformulation du texte dans le traité de Lisbonne
À la suite du rejet de la Constitution, les gouvernements européens (réunis en conférence intergouvernementale) ont préparé en 2007 le traité de Lisbonne, reprenant les principaux éléments du projet de constitution. Valéry Giscard d'Estaing a déclaré, concernant le traité de Lisbonne : « Ils sont partis du texte du traité constitutionnel, dont ils ont fait éclater les éléments, un par un, en les renvoyant, par voie d'amendements aux deux traités existants de Rome (1957) et de Maastricht (1992). […] La conclusion vient d'elle-même à l'esprit. Dans le traité de Lisbonne, rédigé exclusivement à partir du projet de traité constitutionnel, les outils sont exactement les mêmes. Seul l'ordre a été changé dans la boîte à outils. La boîte, elle-même, a été redécorée, en utilisant un modèle ancien, qui comporte trois casiers dans lesquels il faut fouiller pour trouver ce que l'on cherche ».
Le gouvernement français, sous la présidence de Nicolas Sarkozy, n'a pas proposé de nouveau référendum à ses citoyens au motif que ce nouveau traité n'est pas une Constitution européenne. Une révision de la Constitution française, effectuée par la voie du Congrès le 4 février 2008 au château de Versailles, a permis la ratification du traité lui-même par la voie parlementaire le 8 février.

## Intentions de vote ultérieures
Selon un sondage Ifop réalisé en mai 2015, si la question du référendum de 2005 était reposée, les Français voteraient « non » pour 62 % d'entre eux, « soit sept points de plus qu'en 2005 ». Une enquête du même institut conduite quatre ans plus tard fait état de 54 % de « non ».